# Barra Bonita (São Paulo)
Barra Bonita este un oraș în São Paulo (SP), Brazilia.